# 仏生寺川
仏生寺川（ぶっしょうじがわ）は、富山県氷見市を流れる二級河川。全国で3カ所にしか生息しない絶滅危惧種のイタセンパラの生息地の一つ。

## 特徴
氷見平野における農業用水として多く利用されている。流域に飯久保の瓢箪石や十二町潟オニバス発生地といった国の天然記念物が複数存在する。絶滅危惧種（IA類）のイタセンパラが生息するなど川の生態系が豊かなのが特色である。流域一帯をまとめて十三谷といい、十三谷の名前の通り支流が多い

## 地理
二上丘陵を水源としている。上流部では棚田が発達している。下流部は標高30mの円山の真横を流れた後、氷見平野の布施水海干拓地を含む低標高地帯(0m帯)を流れ、富山湾に流れる。支流本流共に水源が標高300m程度の丘陵で河床勾配が緩く谷が浅い。下流部はかつて布施水海があった広い水田と僅かに残る十二町潟がある。

## 生態
1998年(平成10年)に絶滅危惧種IA類のイタセンパラが発見されている。
上流の仏生寺地区ではウグイ・タカハヤ・ドジョウ・シマドジョウ・ヨシノボリの5種、大覚口地区でタモロコ・ギンブナ・アブラハヤ・ヨシノボリなど3科12種、深原地区でアユやヤリタナゴ・タイリクバラタナゴ・ミナミアカヒレタビラなど6科16種、川尻地区でスナヤツメ・モツゴ・ヌマチチブの他ナマズやカルムチーなど8科20種を確認した。

## 流域の観光地
- 円山
- 飯久保の瓢箪石(国の天然記念物)
- 十二町潟オニバス発生地（国の天然記念物）

## 主な支流
- 脇之谷内川
- 鞍骨川
- 矢田部川
- 万尾川
- 神代川
- 園川